# Stuart Bowman
Stuart Bowman est un acteur britannique né à Édimbourg en Écosse.

## Filmographie

### Cinéma
- 1998 : La Sagesse des crocodiles : le mécanicien
- 2003 : Young Adam : l'homme au pub
- 2014 : Macbeth : Macduff
- 2015 : Slow West : Gordon Shaw
- 2020 : Eight for Silver : Saul
- 2024 : Here : un homme d'affaires